# 関博紀
関 博紀（せき ひろのり、1967年11月8日 - ）は、日本のハーモニカプレイヤー、シンガーソングライター、フリーアナウンサー。2022年時点では、エレファントプロダクションのアジア代表、鎌倉市倫理法人会副専任幹事。神奈川県横浜市出身。

## 来歴
北海道大学法学部卒業後、1990年入社。テレビのリポーターからラジオの音楽番組まで幅広く活躍。2004年から2010年まではHBCラジオ「カーナビラジオ午後一番!」では「カーナビ情報センター」としてニュースを担当。、2012年『英樹・さやかの山ガール山おやじ』では、ディレクターとしても活動。1991年-1994年は旭川放送局で勤務していた。
2013年6月、HBCテレビ社会情報部へ異動し、「今日ドキッ!」のディレクターなどを担当したが、2013年12月一杯で24年間勤めて来たHBCを退社し、2014年春に単身で、ロサンゼルスへ移住。
渡米後は、ハーモニカプレイヤー＆シンガー「HIRO SEKI（ヒロ セカイ）」として活動。デイブ・ゲージ(en）に師事するとともに、
LAの大御所ソウルシンガーでジミ・ヘンドリックスの恋人として初期のレコーディングを共に行ったロサ・リー・ブルックスに見初められ、マイケル・ジャクソンのヴィクトリー・ツアー時代のギタリストで、ロック・ブルースの重鎮、グレッグ・ライトとの仕事をメインに、数々のミュージシャンのパフォーマンスをサポート。
また、前職経験を活かし、アメリカ本土で唯一の地上波日本語放送TJS RADIOのパーソナリティとして朝の情報番組を担当し「セッキー」の愛称を名乗った。
一方で、カーナビラジオ午後一番への出演も続けアメリカからの情報を伝える『カーナビ情報センター・アメリカロサンゼルス支局特派員』として活動した。
2015年3月26日放送の「カーナビラジオ午後一番!」に、サプライズ出演した。
5年半のロサンゼルス滞在の後2019年に帰国し故郷の横浜を拠点とし、一時音楽活動を休止するも2022年4月から活動再開。「エレファントプロダクション」のアジア代表として音楽活動をはじめ英語講師、アナウンス講師の業務も行う。

## 人物・エピソード
- 自他共に認めるブラックミュージック好きで[1]、特にブルース、R&Bへの想いは熱い[11]。アナウンサー時代からハーモニカ (ブルースハープ)を常に携行し[12]、神出鬼没で、ジャムセッションにも参加していた。札幌在住時にはオリジナルのインディーズバンド「蛇の穴」を組み[13]、ボーカルとギターを担当。2004年11月8日には、ファーストアルバム『Dear』もリリースした。またYASUのバンド「Y's Rocks」のメンバーとしても活動した[14]。「カーナビラジオ午後一番!」のオリジナルソングCDではシングル「ラジオは魔法の周波数」[15]、ミニアルバム「カーナビオリジナルソングス」にてバックトラックのブルースハープを担当した[16]。
- アナウンサー時代から、毎年「音楽修業」と称してハーモニカを携え、アメリカ南部を旅しており、これがきっかけでアメリカ移住へと気持ちが動いたとされる。
- 日本では大の埼玉西武ライオンズファンであったが[17]、渡米後は、ロサンゼルス・ドジャースのファンとなった。

## 出演番組
HBCラジオ
- も・ロ・Qな夜〜
- 深・夜はこれから[18]
- カーナビラジオ午後一番!」（「カーナビ情報センター」アメリカロサンゼルス支局・特派員[注 1]）
- HBCラジオ「ミュージックアリーナ・シートS」（日曜日〈土曜深夜〉 2:00-2:30, 但し、2012年4月より『関博紀のブルース&ソウルRadio』にタイトルを、日曜8:00-8:30に放送時刻を変更。7月7日より、放送時刻のみ日曜日（土曜深夜）2:00-2:20に変更。詳細はHBC公式プロフィール及び「アナウンサー日記」を参照。また、放送時刻の変更については2012年6月24日の放送にてアナウンス）
- Scratch Mania〜HBCレコード室探検隊[19]

HBCテレビ
- グッチーの今日ドキッ!
- 道民カレッジ『ほっかいどう学』大学放送講座

その他
- TJS RADIO「LA Morning」